# Veronica cantabrica
Veronica cantabrica är en grobladsväxtart som först beskrevs av M. Laínz, och fick sitt nu gällande namn av C. Aedo. Veronica cantabrica ingår i släktet veronikor, och familjen grobladsväxter. Inga underarter finns listade i Catalogue of Life.